# 퓨즈

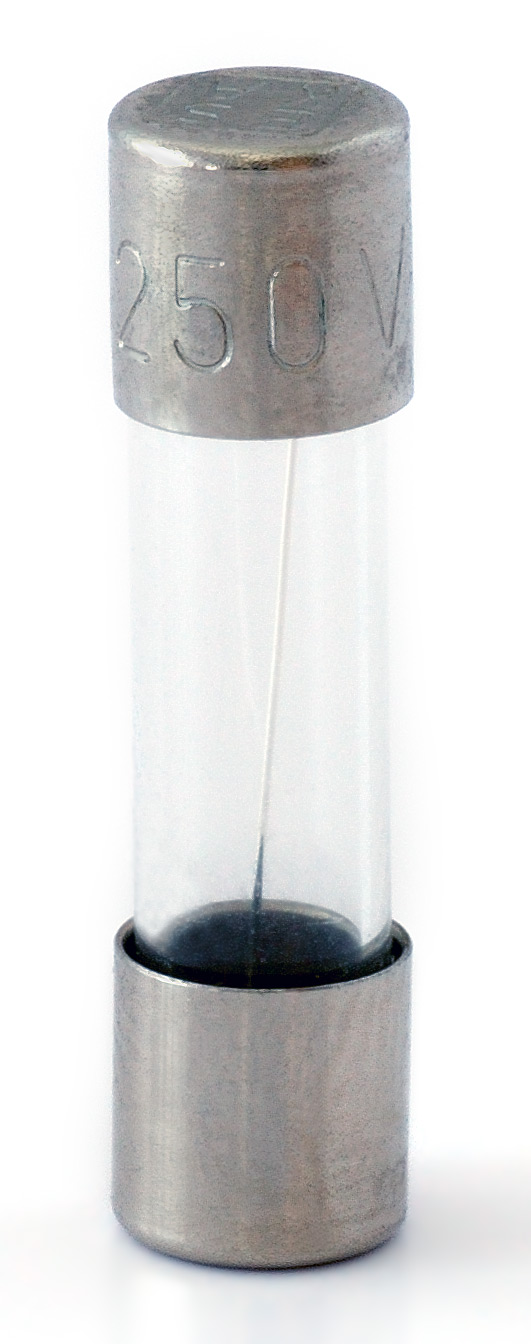
퓨즈

퓨즈(fuse)는 낮은 온도에서 녹아버리는 합금으로 만든 짧은 전선을 말하는 외래어이다. 전기 배선에 항상 퓨즈가 설치되어 전류가 너무 많이 흐르게 되면 퓨즈가 녹아 배선이 끊어진다.

## 역사
브레게(Breguet)는 절단면이 줄어든 전도체들을 이용하여 낙뢰로부터 전신국들을 보호할 것을 권장하였다. 이것이 녹으면 더 작아진 선들이 건물 안의 장치와 회선을 보호해 준다. 1864년 일찍이 전신 케이블과 조명 설비들을 보호하기 위해 다양한 회선, 포일 가융 부품들이 사용되었다.
전기 분배 시스템의 일부로서 퓨즈는 1890년 토머스 에디슨이 특허를 받았다.

## 참고 자료
- 이 문서에는 다음커뮤니케이션(현 카카오)에서 GFDL 또는 CC-SA 라이선스로 배포한 글로벌 세계대백과사전의 내용을 기초로 작성된 글이 포함되어 있습니다.

## 같이 보기
- 회로 차단기